# Guillaume Depardieu
Pour les articles homonymes, voir Depardieu.
Guillaume Depardieu est un acteur et chanteur français, né le 7 avril 1971 à Paris et mort le 13 octobre 2008 à Garches.

## Biographie

### Enfance
Guillaume Jean Maxime Antoine Depardieu naît dans le 14e arrondissement de Paris, de Gérard et Élisabeth Depardieu (née Guignot), tous deux acteurs débutants. Il est aussi le frère aîné de l'actrice Julie Depardieu, le demi-frère de Roxanne Depardieu, fille de l'actrice Karine Silla-Pérez, et le demi-frère de Jean Depardieu, fils d'Hélène Bizot (homonyme de la comédienne française de même nom, fille de l'ethnologue François Bizot).
Enfant, son père l'emmène avec lui quelquefois sur des plateaux de tournage et le fait figurer dans quelques-uns de ses films : Pas si méchant que ça de Claude Goretta (1974), Jean de Florette de Claude Berri (1986) et Cyrano de Bergerac de Jean-Paul Rappeneau (1990).
Il vit une adolescence perturbée par divers problèmes, notamment la toxicomanie. Il fréquente durant cette période le lycée Saint-Martin-de-France à Pontoise. En 1988, à l'âge de dix-sept ans, il est condamné à trois ans d'emprisonnement pour usage, importation et trafic d'héroïne. Il est incarcéré à la maison d'arrêt de Bois-d'Arcy. Après dix-huit mois d'incarcération, il obtient une libération conditionnelle. Il sera condamné par la suite à plusieurs reprises pour outrage et rébellion, ainsi que diverses infractions routières.
Guillaume Depardieu serait un « enfant Distilbène », dont les caractéristiques alléguées sont : dépression sévère, anxiété, troubles du comportement alimentaire, alcoolisme... « Quand ma mère était enceinte de moi, elle prenait du Distilbène », assure-t-il.

### Carrière
En 1991, âgé de vingt ans, il obtient son premier grand rôle avec le film Tous les matins du monde d'Alain Corneau, où il incarne le joueur de viole de gambe Marin Marais jeune, alors que son père interprète le rôle de celui-ci après son accession à la Cour de Louis XIV.
Il continue de se reconstruire[pas clair] et enchaîne une trentaine de films avec un certain succès.

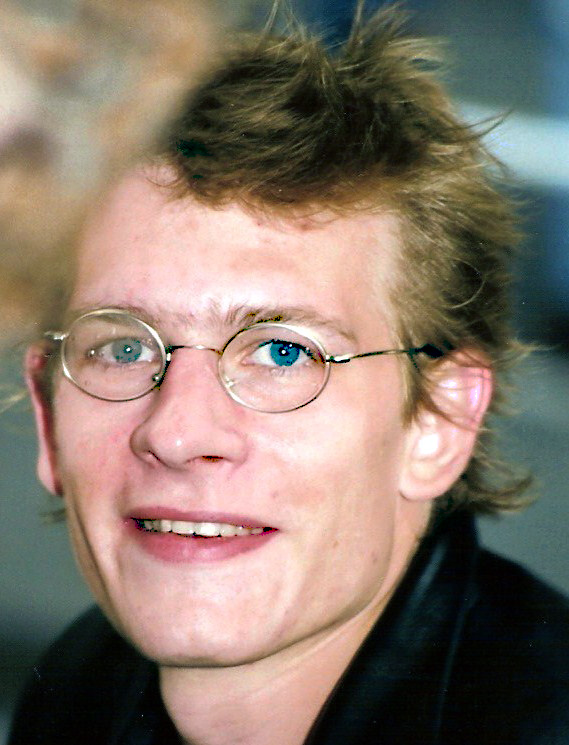
Guillaume Depardieu au festival de Cannes 1996.

En 1995, il est à l'affiche du film Les Apprentis de Pierre Salvadori, pour lequel il obtient le César du meilleur espoir masculin en 1996,.
En octobre 1995, une valise tombée du toit d'une voiture dans le tunnel de Saint-Cloud le fait chuter de moto. Il est hospitalisé à l'hôpital Raymond-Poincaré de Garches pour une blessure grave au genou, où il reste un an et y subit de nombreux traitements et dix-sept interventions chirurgicales, au cours desquelles il contracte deux types de staphylocoques dorés. Durant son hospitalisation, il est influencé par sa sœur Julie, passionnée de musique classique, et il écrit alors un opéra, ainsi que des dizaines de chansons, comme À force de pour Barbara,.
En 1997, il tourne le film Marthe avec l'actrice Clotilde Courau.
En 2001, il partage avec son père la vedette du film Aime ton père, réalisé par Jacob Berger, dans lequel il incarne un fils rejeté, ancien toxicomane, qui kidnappe son père, écrivain célèbre.
En 2003, à l'âge de trente-deux ans, après huit ans de souffrance qu'antibiotiques et morphine ne soulagent plus, il prend la décision de se faire amputer de la jambe droite et se faire poser une prothèse pour marcher à nouveau, intervention qui a lieu à l'hôpital des Charmilles dans la commune de Valenton.
Il crée ensuite la fondation Guillaume-Depardieu à Bougival dans les Yvelines, où il vit près de sa mère, pour regrouper les témoignages de cas similaires au sien et représenter les 800 000 cas annuels — dont 10 000 fatals — d'infections nosocomiales, puis attaque en justice l'État et l'hôpital Raymond-Poincaré de Garches pour « acharnement thérapeutique » et en tant que victime d'infection nosocomiale, d'abord devant la justice française, puis devant la Cour de justice des Communautés européennes.
En 2004, il fait éditer un livre-entretien, Tout donner, coécrit avec Marc-Olivier Fogiel,. L'année suivante, il crée avec deux amis, Steve Berto et Ludovic, la marque de vêtements Otherwise ainsi qu’un site du même nom ; cette marque propose notamment des tee-shirts issus du commerce équitable et en coton biologique. Guillaume Depardieu est alors très impliqué dans la défense de l'environnement : selon son ami Steve Berto, il souhaitait avoir à terme une usine de vêtements entièrement produits en Afrique.
En 2006, il est à l'affiche du film Célibataires de Jean-Michel Verner, comédie romantique dans l'air du temps, aux côtés de l'actrice Olivia Bonamy.
En novembre 2013, sort l'album Post Mortem comprenant onze chansons écrites par Guillaume Depardieu plusieurs années auparavant, et mis en musique par le compositeur François Bernheim.

### Mort
En 2008, alors que Guillaume Depardieu tourne L'Enfance d'Icare d'Alex Iordăchescu en Roumanie depuis plusieurs semaines, avec Alysson Paradis, l'acteur contracte une pneumonie et une nouvelle infection due à un staphylocoque doré, résistant à la méticilline, qui l'oblige à être rapatrié à l'hôpital de Garches. Il y meurt le 13 octobre 2008 à l'âge de 37 ans, trois jours après avoir contracté la maladie. Ses obsèques sont célébrées le 17 octobre à l'église de Bougival. Sa mère, sa sœur, son père (qui lit Le Petit Prince), Pierre Salvadori et Josée Dayan s'expriment à l'office. Plusieurs extraits de l'album de musique qu'il préparait sont diffusés. De nombreuses personnalités des arts et des médias assistent à la cérémonie : Carla Bruni-Sarkozy, Christine Albanel, Valeria Bruni Tedeschi, Luc Besson, Bertrand Blier, Claude Berri, Clotilde Courau, Lou Doillon, Jean-Paul Rouve, Jean-Louis Aubert, Claire Chazal, ou encore Marc-Olivier Fogiel. À l'issue de la crémation, ses cendres sont inhumées au cimetière de Bougival (Yvelines). Sa stèle est ornée par une illustration du Petit Prince.

## Affaires judiciaires
En 1988, à l'âge de dix-sept ans, il est condamné à trois ans d'emprisonnement pour usage, importation et trafic d'héroïne. En 1993, il est condamné à 3 ans de prison, dont deux avec sursis, pour possession et trafic d'héroïne,. 
Le 17 septembre 2003, il est condamné par le tribunal correctionnel de Lisieux dans le Calvados à neuf mois de prison avec sursis, dix-huit mois de mise à l'épreuve avec obligation de soins, 5 000 euros d'amende et 3 000 euros de dommages-intérêts pour usage d'arme à feu, après avoir tiré un coup de feu avec un pistolet à grenaille lors d'une altercation avec un admirateur dans une rue de Trouville-sur-Mer, le 22 août,.

## Vie privée
Le 30 décembre 1999, après avoir partagé un temps la vie de Clotilde Courau, il épouse la comédienne Élise Ventre (1973-2020) à la mairie de Bougival, avec qui il a une fille, Louise Depardieu (née en 2000). Ils divorcent en 2006.

## Filmographie

### Longs métrages
- 1974 : Pas si méchant que ça de Claude Goretta (en figuration)
- 1986 : Jean de Florette de Claude Berri (en figuration)
- 1990 : Cyrano de Bergerac de Jean-Paul Rappeneau (en figuration)
- 1991 : Tous les matins du monde d'Alain Corneau : Marin Marais jeune
- 1993 : Cible émouvante de Pierre Salvadori : Antoine
- 1994 : L'Histoire du garçon qui voulait qu'on l'embrasse de Philippe Harel : le gars au flipper
- 1995 : Les Apprentis de Pierre Salvadori : Fred
- 1997 : Marthe de Jean-Loup Hubert : Simon
- 1997 : Alliance cherche doigt de Jean-Pierre Mocky : André Lechat
- 1998 : … Comme elle respire de Pierre Salvadori : Antoine
- 1999 : Pola X de Leos Carax : Pierre
- 2000 : Elle et lui au 14e étage de Sophie Blondy : Arthur
- 2000 : Les Marchands de sable de Pierre Salvadori : Stéphane
- 2000 : Aime ton père de Jacob Berger : Paul
- 2001 : Amour, prozac et autres curiosités (Amor, curiosidad, prozak y dudas) de Miguel Santesmases : Willy
- 2002 : Comme un avion de Marie-France Pisier : Pierre Sako
- 2002 : Peau d'Ange de Vincent Pérez : Grégoire
- 2002 : Le Pharmacien de garde de Jean Veber : François Barrier
- 2003 : Process de C.S. Leigh : Le mari
- 2006 : Célibataires de Jean-Michel Verner : Ben
- 2006 : Peur(s) du noir de Blutch, Charles Burns, Marie Caillou, Pierre Di Sciullo, Lorenzo Mattotti et Richard McGuire : Carl (animation ; voix)
- 2007 : Ne touchez pas la hache de Jacques Rivette : Armand de Montriveau
- 2007 : La France de Serge Bozon : Éric
- 2007 : Les Yeux Bandés de Thomas Lilti : Martin
- 2008 : Versailles de Pierre Schöller : Damien
- 2008 : Stella de Sylvie Verheyde : Alain Bernard
- 2008 : De la guerre de Bertrand Bonello : Charles
- 2008 : Les Inséparables de Christine Dory : Boris
- 2008 : Au voleur de Sarah Leonor : Bruno
- 2009 : L'Enfance d'Icare de Alex Iordachescu : Jonathan Vogel (sortie posthume)
- 2016 : I am Katya Golubeva, documentaire de Natalija Ju : lui-même (images d'archives)

#### Courts métrages
- 1992 : Les Paroles invisibles d'Étienne Faure
- 1996 : L'@mour est à réinventer de Merzak Allouache (segment : Dans la décapotable)
- 1997 : Le Constat d'Olivier Bardy
- 1997 : Sans titre de Leos Carax
- 2001 : L'Aquarium de Mathieu Baillargeon

### Télévision

#### Téléfilms
- 1996 : Ricky de Philippe Setbon : Ricky
- 2001 : Zaïde, un petit air de vengeance de Josée Dayan : Simon
- 2004 : Milady de Josée Dayan : Athos
- 2008 : Château en Suède de Josée Dayan : Sébastien

#### Séries télévisées
- 1990 : Le Lyonnais de Cyril Collard : Velvet (épisode : Taggers)
- 1998 : Le Comte de Monte-Cristo de Josée Dayan : Edmond Dantès, jeune (mini-série)
- 2000 : Les Misérables de Josée Dayan : Jean Valjean, jeune (mini-série)
- 2001 : Caméra Café : Simon, un ancien détenu en réinsertion (un épisode)
- 2002 : Napoléon d'Yves Simoneau : Muiron (mini-série)
- 2005 : Les Rois maudits de Josée Dayan : Louis X (mini-série)

#### Clip musical
- 2003 : Manu Chao, du groupe Les Wampas

## Théâtre
- 1994 : Le Retour d'Harold Pinter, mise en scène Bernard Murat, Théâtre de l'Atelier

## Discographie
- 2013 : Post mortem (Album) (Textes écrits par Guillaume / Musique de François Bernheim)

### Collaboration
- 2005 : Une lettre oubliée en duo avec Juliette sur l'album Mutatis mutandis

## Distinctions

### Récompenses
- César 1996 : César du meilleur espoir masculin pour Les Apprentis
- Prix Jean-Gabin 1996

### Nomination
- César 2009 : César du meilleur acteur pour Versailles

### Autre
- 2010 : l'astéroïde (19999) Depardieu est nommé en son honneur et en celui de son père Gérard[19].